# Shakti (band)
Shakti is een Brits-Indiase fusionband die in 1973 opgericht werd door de Engelse gitarist John McLaughlin, de Indiase violist L. Shankar (Shankar Lakshminarayana), Zakir Hussain op tabla en TH "Vikku" Vinayakram op Ghatam. Aanvankelijk droeg de band de artiestennaam "Turiyananda Sangit" (letterlijk: "Het toppunt van genot in muziek"). De band speelde akoestische fusionmuziek waarin Indiase muziek werd gecombineerd met elementen uit de jazz. De naam van de band werd ontleend aan Shakti, in de Hindoeïstische mythologie de personificatie van de vrouwelijke energie.
Naast het samensmelten van Amerikaanse en Indiase muziek, vertegenwoordigde Shakti ook een samensmelting van de Hindoestaanse en Carnatische muziektradities, aangezien Hussain uit de noordelijke regio van India komt, terwijl de andere Indiase leden uit het zuiden komen.
Shakti kwam samen in 1973, na de initiële ontbinding van het Mahavishnu Orchestra, om meer akoestische muziek te maken, anders dan de eerdergenoemde groep, die sterk beïnvloed was door rockmuziek. De groep ging op een vrij uitgebreide tournee in de periode 1975-1977; ze verschenen daarna slechts sporadisch en met wisselende bezetting.
In 1997 richtten McLaughlin en Hussain een andere band op met hetzelfde concept, genaamd Remember Shakti, met onder meer V. Selvaganesh (zoon van oorspronkelijk Shakti-lid TH "Vikku" Vinayakram ), mandolinespeler U. Shrinivas en uiteindelijk zanger Shankar Mahadevan.
De band hervormde zich in 2020 en bracht 23 juni 2023 hun eerste studioalbum onder de naam Shakti in 46 jaar uit, This Moment. Het album wordt ondersteund door een wereldtournee door India, Europa en de Verenigde Staten onder de naam Shakti50.

## Bron
Dit artikel of een eerdere versie ervan is een (gedeeltelijke) vertaling van het artikel Shakti (band) op de Engelstalige Wikipedia, dat onder de licentie Creative Commons Naamsvermelding/Gelijk delen valt. Zie de bewerkingsgeschiedenis aldaar.